# 쑹자오런
쑹자오런(중국어 정체자: 宋教仁, 병음: Sòng Jiàorén, 한자음: 송교인, 1882년 4월 5일~1913년 3월 22일)은 중국의 언론인, 혁명가이자 정치지도자이다. 쑨원과 함께 중국동맹회를 창설하고 혁명활동을 하였으며 신해혁명의 주역 가운데 한명으로 중화민국 수립 이후 국민당을 창설하였다. 자는 '던추(鈍初)'이다. 쑹자오런은 중국혁명 활동 외에 한국의 독립운동가 신규식과 신아동제사에 참여해 한국의 독립운동에도 지원해주기도 했었다.

## 생애
호남성 도원현 출신이다. 어려서부터 혁명활동에 관심이 많았는데, 그는 우창 보통학교에 다니던 중 반청(反淸)운동을 벌이다 퇴학당해 일본 호세이 대학으로 유학을 떠났지만 곧 중퇴한다. 1904년 창사에서 황싱 등과 '화흥회'(華興會)라는 단체를 조직해 청나라 타도를 기치로 내세우지만 실패하여 다시 일본으로 망명을 떠나 와세다 대학에서 배웠다. 이듬해 1905년 쑨원과 함께 청조 타도를 위한 중국동맹회를 함께 세우고 기관지 《민보》(民報)를 발행해 편집을 맡았다.
1910년에는 중국으로 돌아와 상하이에서 《민립보》(民立報)를 발행했다. 1911년 신해혁명으로 수립된 난징 임시정부에서 법제국 국장을 맡았다. 임시정부 초대 대총통 쑨원이 위안스카이에게 총통직을 넘겨주었을 때 새 내각에서 농림총장을 맡았지만, 위안스카이가 반동적인 활동 및 독재 정치를 벌이자 반발하고 사임했다. 그 후 쑨원을 도와 동맹회가 국민당으로 창설하고 활동하는 데 힘썼다.
1913년 2월에 치러진 총선거에서 쑹자오런이 이끄는 국민당이 압승을 거둔다. 차기 총리가 유력시되는 상황에서 쑹자오런은 1913년 3월 20일 상하이 기차역에서 새로 출범한 국민당의 지지를 호소하는 연설을 하는 도중 저격당했고 며칠 후 31세의 젊은 나이로 죽었다. 암살의 배후에는 위안스카이가 있는 것으로 알려졌고 이는 제2차 혁명의 시발점이 되었다.

## 쑹자오런의 사상
쑹자오런은 중국의 전통 학문과 사상을 지니고 있었지만, 과거제 폐지에 따라 혁명을 지향하게 되었다. 쑹자오런은 시종 쑨원에 맞선 혁명가로 알려졌다. 쑨원은 변방 근거지 혁명을 혁명 전략으로 내세운 반면, 쑹자오런은 장강 유역의 도시 혁명을 주장하였고 상하이에 중국동맹회 중부 총회를 설립했다. 또한 정치 형태도 쑨원은 대통령제를 주장했지만, 쑹자오런은 의원내각제를 주장했다. 쑨원이 강력한 권한을 가진 대통령제 통치를 희망한 반면, 쑹자오런은 민주적인 의원내각제를 주장했던 것이다.
그 배경에는 위안 스카이 총통의 독재를 '어떻게 줄일 것인가'하는 문제가 있었지만, 쑹자오런은 의원내각제에 의해 총통의 큰 권한을 억제하려고 했던 것이었다. 그리고 이 법에 관한 일로서 충돌하는 태도가 위안스카이에 두려움을 줘서 결국 암살을 당하기에 이르렀다. 민국 초기에도 정치적 주도권을 쥔 것은 쑨원이 아니라 쑹자오런이었다.
이러한 쑨원과 대립과 또 쑨원이 위안스카이에 무력 대결을 하려고 한 것에 대해 쑹은 법에 따라 대결하고, 타협적인 것으로 알려져 중국에서 "혁명우파"라는 비판을 받았다. 그러나 1970년대 이후 계속적인 쑹자오런 연구가 진행되어, 현재는 현실적인 애국자중 하나로 평가받고 있다.

## 참고 문헌
- 신승하 (2001년 10월 10일). 《중화민국과 공산혁명》. 대명출판사. ISBN 978-89-577-4298-3.

- 마쓰모토 겐이치 (2010년 7월 2일). 《기타 잇키 : 천황과 대결한 카리스마》. 교양인. ISBN 978-89-91799-51-6.

## 같이 보기
- 국민당
- 위안스카이
- 쑨원
- 황흥
- 신아동제사
- 신규식
- 화흥회
- 중국 동맹회
- 신해혁명
- 제2차 혁명